# Лошакова, Надежда Корнеевна
Надежда Корнеевна Лошакова (1903 год — дата и место смерти не известны) — звеньевая колхоза «Комсомольская правда» Джувалинского района Южно-Казахстанской области, Казахская ССР. Герой Социалистического Труда (1948).
До 1946 года трудилась разнорабочей в колхозе «Комсомольская правда» Джувалинского района. С 1946 года возглавляла полеводческое звено в этом же колхозе.
Указом Президиума Верховного Совета СССР от 28 марта 1948 года удостоена звания Героя Социалистического Труда с вручением ордена Ленина и золотой медали «Серп и Молот».